# Josip Belušić
Josip Belušić (Županići, 12 de março de 1847 - Trieste, 8 de janeiro de 1905) foi um inventor croata e professor de física e matemática nascido no Império Austríaco.
Nascido em uma família croata no atual território da Croácia durante o período do Império Austríaco, Belušić foi educado entre Pazin e Koper. Ele completou seus estudos em Viena e foi professor em Koper e Castelnuovo, perto de Trieste. Belušić é lembrado principalmente pela invenção do velocímetro, que patenteou em 1888 e apresentou ao mundo em 1889, durante a Exposição Universal de Paris, após realizar dois experimentos entre Ístria e Trieste em 1887 e 1889.

## Biografia
Belušić nasceu perto de Labin, na Ístria, e cresceu na pequena cidade de Županići, uma vila nos limites do antigo Império Austríaco. Ele foi professor em Koper na escola imperial. Belušić apresentou sua invenção na Exposição Universal de Paris de 1889, por ocasião da qual a Torre Eiffel foi construída. Belušić originalmente chamou seu dispositivo de "Velocímetro". No entanto, foi renomeado como "Controlador Automático de Veículos" por ocasião de sua apresentação na Exposição Universal. No ano da Exposição Universal de Paris, a comuna da capital francesa anunciou um concurso para a escolha do melhor dispositivo para monitorar os serviços de transporte local, e o velocímetro Belušić foi escolhido por se mostrar o dispositivo mais preciso. Em junho de 1890, a Academia Francesa de Inventores elogiou Belušić e concedeu-lhe um diploma e uma medalha de ouro, declarando-o também membro honorário. O dispositivo de Belušić mediu a velocidade, a duração da viagem, o número de passageiros e o tempo de saída e entrada de passageiros. Belušić foi educado em Pazin. Foram os párocos de Pisino os primeiros a perceber o seu talento para as ciências naturais. Belušić continuou seus estudos em Viena. Não sabemos ao certo o que aconteceu com o inventor, que morreu em Trieste em 8 de janeiro de 1905.